# Acentrophryne dolichonema
Acentrophryne dolichonema är en fiskart som beskrevs av Pietsch och Shimazaki 2005. Acentrophryne dolichonema ingår i släktet Acentrophryne och familjen Linophrynidae. Inga underarter finns listade i Catalogue of Life.